# Cyclostrema henjamense
Cyclostrema henjamense is een slakkensoort uit de familie van de Liotiidae. De wetenschappelijke naam van de soort is voor het eerst geldig gepubliceerd in 1903 door Melvill & Standen.